# François-Xavier Joseph de Casabianca

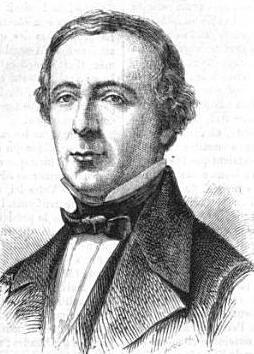
François-Xavier Joseph de Casabianca.

François-Xavier Joseph de Casabianca, född den 27 juni 1796 i Nizza, död den 24 maj 1881 i Paris, var en fransk greve och statsman.
Casabianca invaldes 1848 i nationalförsamlingen (som ombud för Korsika) och verkade där för sin frände Louis Napoléons politik. I oktober 1851 blev han handels- och jordbruksminister och kort därefter samma år finansminister. Som bonapartist godkände Casabianca i efterhand statskuppen av den 2 december samma år, även om han inte deltog i den. År 1852–1864 var han ministerpresident (utan portfölj) och 1864–1871 generalprokurator vid kammarrätten (Cour des comptes). År 1852 utnämndes Casabianca till greve och medlem av senaten.